# Anis Amri
Anis Amri Vào ngày 21 tháng 12, cảnh sát thông báo rằng các nhà điều tra đã tìm thấy, dưới ghế lái xe tải, giấy phép trục xuất thuộc về Anis Amri, một người đàn ông sinh ra ở Tataouine, Tunisia, vào ngày 22 tháng 12 năm 1992. Các nhà chức trách bắt đầu một cuộc tìm kiếm trên toàn châu Âu cho Amri. Theo các nhà điều tra, Amri vào Đức từ Ý vào năm 2015 và đã liên lạc với mạng lưới của nhà truyền giáo Salafist bị bắt gần đây, Abu Walaa, một nhà tuyển dụng ISIL nổi tiếng ở Đức. Amri đã được tìm kiếm bởi Văn phòng Cảnh sát Hình sự Liên bang. Các quan chức kêu gọi một cuộc săn lùng công khai, đưa ra một bức tranh gần đây và đưa ra phần thưởng trị giá 100.000 euro, cảnh báo rằng Amri có thể bị vũ trang và nguy hiểm. Ông được mô tả là cao 178 cm (5 ft 10 in), nặng khoảng 75 kg (165 lb), với mái tóc đen và đôi mắt nâu.
Amri trốn khỏi Tunisia để thoát khỏi nhà tù vì ăn cắp một chiếc xe tải và lần đầu tiên đến châu Âu vào năm 2011 trên một chiếc bè tị nạn tại đảo Lampedusa. Anh ta nói dối về tuổi của mình, giả vờ là trẻ vị thành niên và được gửi đến trung tâm tiếp nhận người di cư tạm thời trên đảo. Tại trung tâm, theo các quan chức an ninh Ý, Amri "tham gia vào một cuộc bạo loạn đặc biệt dữ dội, khi trung tâm bị đốt cháy và một số người bị thương" và bị kết án và cướp đến bốn năm tù, trong đó có bốn năm tù. ông đã phục vụ trong hai nhà tù ở Sicily. Amri được phát hành vào năm 2015; Theo các quan chức Ý, chính quyền Tunisia từ chối chấp nhận hồi hương của ông tới Tunisia và người ta tin rằng ông đã đến Đức vào khoảng thời gian này. Mỗi lần khám nghiệm tử thi trên cơ thể anh ta, người ta thấy rằng anh ta thường xuyên tiêu thụ ma túy.
Ở Tunisia, Amri đã bị kết án vắng mặt năm năm tù, "theo báo cáo về tội trộm cắp nghiêm trọng bằng bạo lực". Trước đó, anh ta đã bị bắt nhiều lần vì tội tàng trữ và sử dụng ma túy. Theo gia đình, anh ta uống rượu, uống ma túy và ban đầu không theo tôn giáo, nhưng đã bị cực đoan trong nhà tù Ý. Người đàn ông đến Đức vào tháng 7 năm 2015 và xin tị nạn vào tháng 4 năm 2016. Anh ta đã sử dụng ít nhất 14 bí danh khác nhau và đóng giả là công dân của Syria, Ai Cập hoặc Lebanon. Anh ta đã cố gắng tuyển mộ những người tham gia một cuộc tấn công khủng bố kể từ mùa xuân, và một lần cố gắng mua một khẩu súng lục từ một sĩ quan cảnh sát bí mật. Anh ta đã bị tình báo Đức tình cờ nghe thấy để thực hiện một cuộc tấn công tự sát, nhưng chính quyền Đức đã quyết định không bắt giữ anh ta vì họ coi anh ta là một cậu bé sai vặt. CID Đức cảnh báo vào tháng 3 năm 2016 rằng anh ta đang lên kế hoạch tấn công tự sát và đề nghị trục xuất ngay lập tức. Tuy nhiên, chính quyền bang North Rhine-Westphalia phán quyết ông không thể bị trục xuất. Ở Đức, anh ta tham gia vào một vụ ẩu đả và buôn bán ma túy; Sau đó, anh ta đã tham gia vào một cuộc tấn công bằng dao vào ma túy vào tháng 7 năm 2016 và biến mất sau khi cảnh sát cố gắng thẩm vấn anh ta. Ba tuần trước cuộc tấn công, tình báo Ma-rốc đã cảnh báo Đức về cuộc tấn công khủng bố do anh ta lên kế hoạch. Ông đã bắt đầu dành nhiều thời gian hơn ở Berlin trước cuộc tấn công và đang bị theo dõi chặt chẽ, tuy nhiên không có dấu hiệu lên kế hoạch tấn công khủng bố theo báo cáo của Bộ trưởng Nội vụ Đức gửi tới quốc hội bang North Rhine-Westphalia. Chính quyền Đức đang tìm cách trục xuất anh ta vào thời điểm xảy ra vụ tấn công, tuy nhiên các yêu cầu pháp lý đã không được đáp ứng vì Tunisia ban đầu phủ nhận rằng Amri là công dân của họ nhưng các tài liệu xác nhận đã đến Đức sau vụ tấn công.
Vài phút sau vụ tấn công, một camera giám sát đã phát hiện ra anh ta tại ga đường sắt Berlin Zoologischer Garten gần chợ Giáng sinh. Tại nhà ga, anh quay về phía camera và giơ một ngón tay, một cử chỉ thường được những người Hồi giáo sử dụng. Sau đó, ông rời Đức, đi đến Hà Lan, Bỉ và Pháp trước khi đến Ý. Vào ngày 23 tháng 12 vào khoảng 03:00 CET, Amri đã bị giết trong vụ xả súng với cảnh sát trước nhà ga ở Sesto San Giovanni gần Milan. Anh vừa đến bằng tàu từ Chambéry, Pháp (qua Torino). Trong một cuộc tuần tra thường lệ, hai nhân viên cảnh sát đã yêu cầu tìm kiếm ba lô của anh ta sau khi anh ta nói rằng anh ta không có bất kỳ giấy tờ tùy thân nào. Amri rút súng ra và bắn vào vai một sĩ quan; viên cảnh sát khác bắn chết Amri. Bộ trưởng Nội vụ Ý, Marco Triniti, tuyên bố rằng một cảnh sát đã phải nhập viện với một vết thương ở vai. Cùng ngày, Amaq đã phát hành một video về Amri cam kết trung thành với Abu Bakr al-Baghdadi, thủ lĩnh của ISIL. Các quan chức Đức đã xác nhận rằng dấu vân tay của Amri khớp với những người ở bên trong xe tải.
Vào ngày 28 tháng 12, các công tố viên Đức cho biết họ đã bắt giữ một người đàn ông Tunisia 40 tuổi, người mà họ nghĩ có thể có liên quan đến vụ tấn công. Amri đã lưu số của người đàn ông này trong điện thoại của mình. Các công tố viên tuyên bố vào ngày hôm sau rằng anh ta được thả ra sau khi các cuộc điều tra tiết lộ rằng anh ta không phải là người liên lạc bị nghi ngờ của Amri. Họ cũng xác nhận rằng kẻ tấn công đã gửi tin nhắn thoại và hình ảnh cho điện thoại di động ngay trước khi thực hiện vụ tấn công. Cảnh sát Đức đã đột kích vào nhà của hai cộng sự bị nghi ngờ vào ngày 3 tháng 1 năm 2017, bao gồm một người đàn ông Tunisia 26 tuổi mà họ nghi ngờ đã liên lạc với Amri và biết về vụ tấn công cũng như một người bạn chung cư cũ của Amri. Nghi phạm người Tunisia bị nghi ngờ lên kế hoạch cho vụ tấn công hoặc biết về nó đã bị giam giữ với các công tố viên liên bang nói rằng anh ta biết Amri từ cuối năm 2015, đã gặp anh ta một ngày trước vụ tấn công và cả hai đã "nói chuyện rất căng thẳng". Bạn cùng phòng cũ của Amri cũng đang bị điều tra và kẻ tấn công đã cố gắng liên lạc với anh ta hai lần vào ngày 19 tháng 12.
Cảnh sát Ý xác nhận vào ngày 4 tháng 1 rằng khẩu súng được sử dụng trong vụ tấn công, khẩu súng lục Erma Model EP552S cỡ nòng 22mm (bản sao Walther PPK), khớp với khẩu súng tìm thấy trên Amri. ZDF đã báo cáo vào ngày 6 tháng 1 rằng anh ta có thể đã mua được khẩu súng ở Thụy Sĩ và sống ở đó trong một thời gian dài mà các nhà điều tra độ dài đang cố gắng xác định. Các công tố viên Thụy Sĩ trong khi đó đã mở một vụ án liên quan đến vụ tấn công. Văn phòng Tổng chưởng lý Thụy Sĩ sau đó xác nhận rằng ông đã dành thời gian ở trong nước trong khi cảnh sát Đức đang điều tra xem khẩu súng này có được ông mua lại ở đó hay không. Các nhà điều tra tuyên bố vào ngày 18 tháng 1 rằng khẩu súng được nhập khẩu hợp pháp vào Thụy Sĩ vào những năm 1990, nhưng vẫn chưa rõ chuyện gì đã xảy ra sau đó vì nó không xuất hiện trong sổ đăng ký vũ khí của các bang Thụy Sĩ và không có đăng ký vũ khí quốc gia vào thời điểm đó.
Vào ngày 24 tháng 12, chính quyền Tunisia đã bắt giữ ba người đàn ông bị nghi ngờ liên kết khủng bố bao gồm cháu trai của Amri. Họ tuyên bố rằng Amri đã thúc giục cháu trai của mình tham gia ISIL và đã gửi tiền cho anh ta để đi du lịch đến châu Âu. Bộ Nội vụ Tunisia tuyên bố rằng ông cũng đã nói với ông rằng ông là người thừa kế hoặc lãnh đạo của một nhóm thánh chiến Đức có tên là "lữ đoàn Abu al-Walaa". Một người khác được thông báo đã bị bắt vào ngày 7 tháng 1 tại Tunisia liên quan đến vụ án. Tuy nhiên, cả bốn người đã được thả vào ngày hôm sau vì họ không tìm thấy có liên kết đến vụ tấn công hoặc bất kỳ nhóm khủng bố nào.
Bộ Nội vụ Italy tuyên bố vào ngày 12 tháng 3 rằng họ đã trục xuất một người đàn ông Tunisia 37 tuổi có số điện thoại trong danh sách liên lạc của Amri. Bộ này tuyên bố rằng anh ta đã liên lạc với kẻ tấn công và số của anh ta cũng được liên kết với một hồ sơ Facebook ủng hộ hệ tư tưởng thánh chiến nơi anh ta kết nối với những người ủng hộ ISIL. Nó nói thêm rằng anh ta đang sống ở Latina, nơi anh ta kết hợp với những kẻ cực đoan đồng bào chống lại một imam vừa phải tại một nhà thờ Hồi giáo địa phương. Vào cuối tháng 3, Thổ Nhĩ Kỳ đã bắt giữ hơn 6 người đàn ông được cho là có liên quan đến Amri.